# آندرس دیاز (بازیکن فوتبال)
آندرس دیاز (انگلیسی: Andrés Díaz؛ زادهٔ ۲۱ مارس ۱۹۸۳) بازیکن فوتبال اهل آرژانتین است.
از باشگاه‌هایی که در آن بازی کرده‌است می‌توان به باشگاه فوتبال روساریو سنترال، باشگاه فوتبال بانفیلد، باشگاه ورزشی بارسلونا، و باشگاه فوتبال بنفیکا اشاره کرد.